# Ainet
Ainet es un municipio situado en el distrito de Lienz, en el estado de Tirol, Austria. Tiene una población estimada, a inicios de 2023, de 919 habitantes.
Está ubicado al sureste del estado, en la región de Tirol Oriental, al sureste de la ciudad de Innsbruck —la capital del estado— y cerca de la frontera con Italia y los estados de Carintia y Salzburgo.